# Iglesia y Torre de los Clérigos

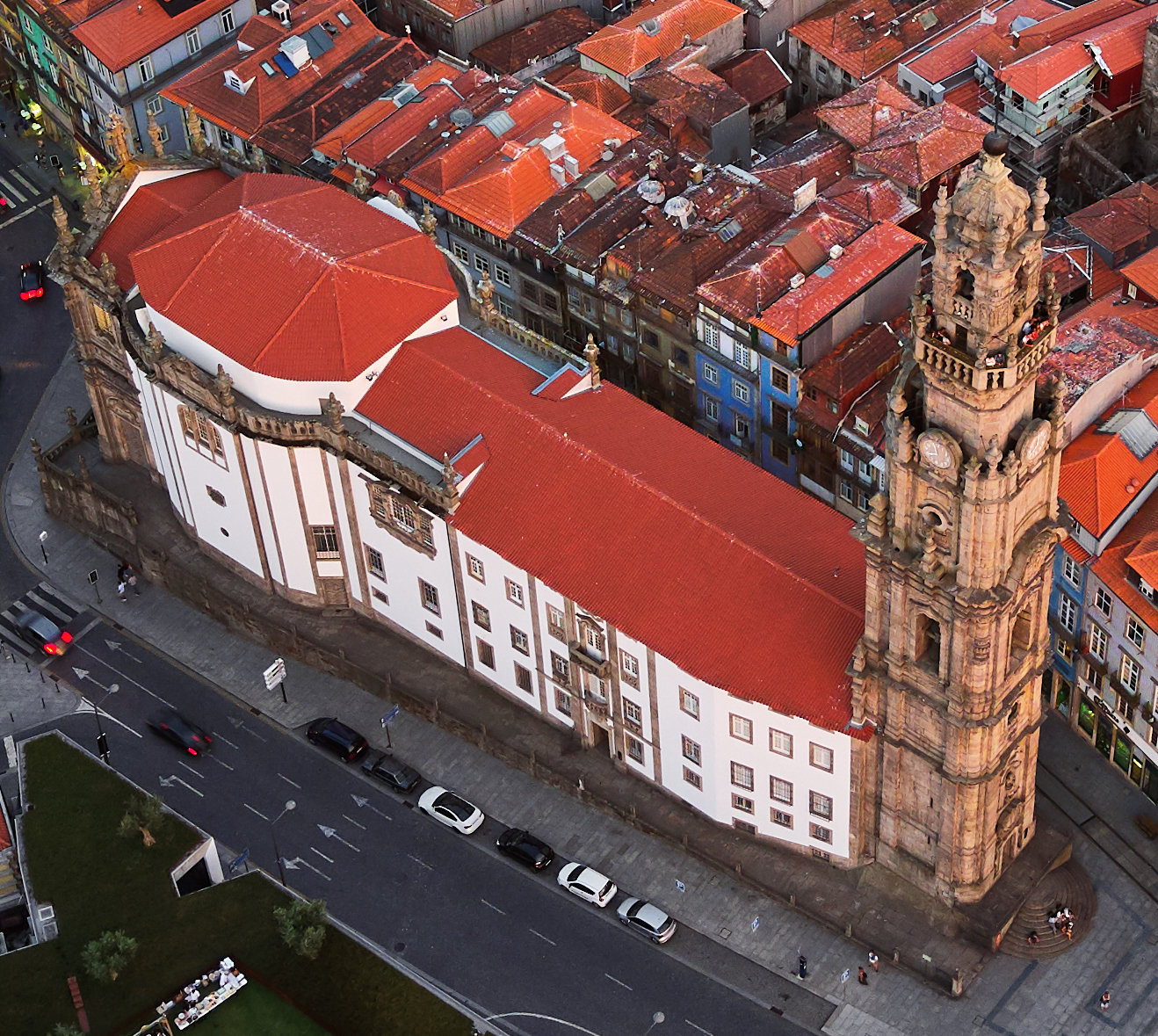
Vista aérea.

La Iglesia y Torre de los Clérigos (en portugués: Igreja e Torre dos Clérigos) es la obra más representativa del pintor-arquitecto italiano Nicolau Nasoni. Es un conjunto muy conocido en Oporto y la torre es uno de los emblemas de la ciudad. El conjunto de la Cofradía de los Clérigos está compuesto por la iglesia, la Casa de los Clérigos (secretaría y enfermería) y la torre. Fue clasificada como Monumento Nacional en 1910. Está incluida dentro del conjunto del centro histórico de Oporto, clasificado como Patrimonio de la Humanidad por la Unesco en 1996.

## Historia

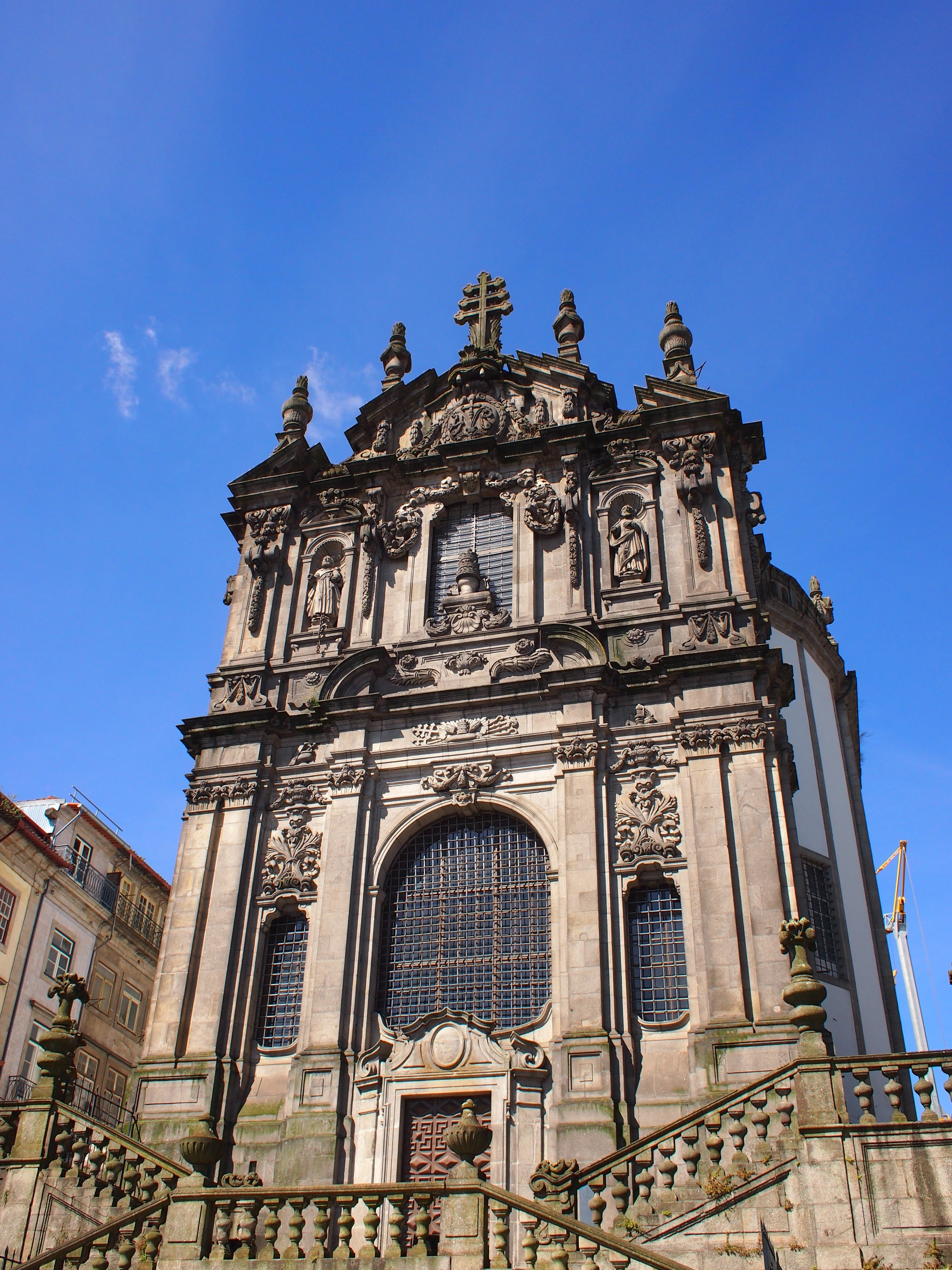
Fachada de la iglesia.

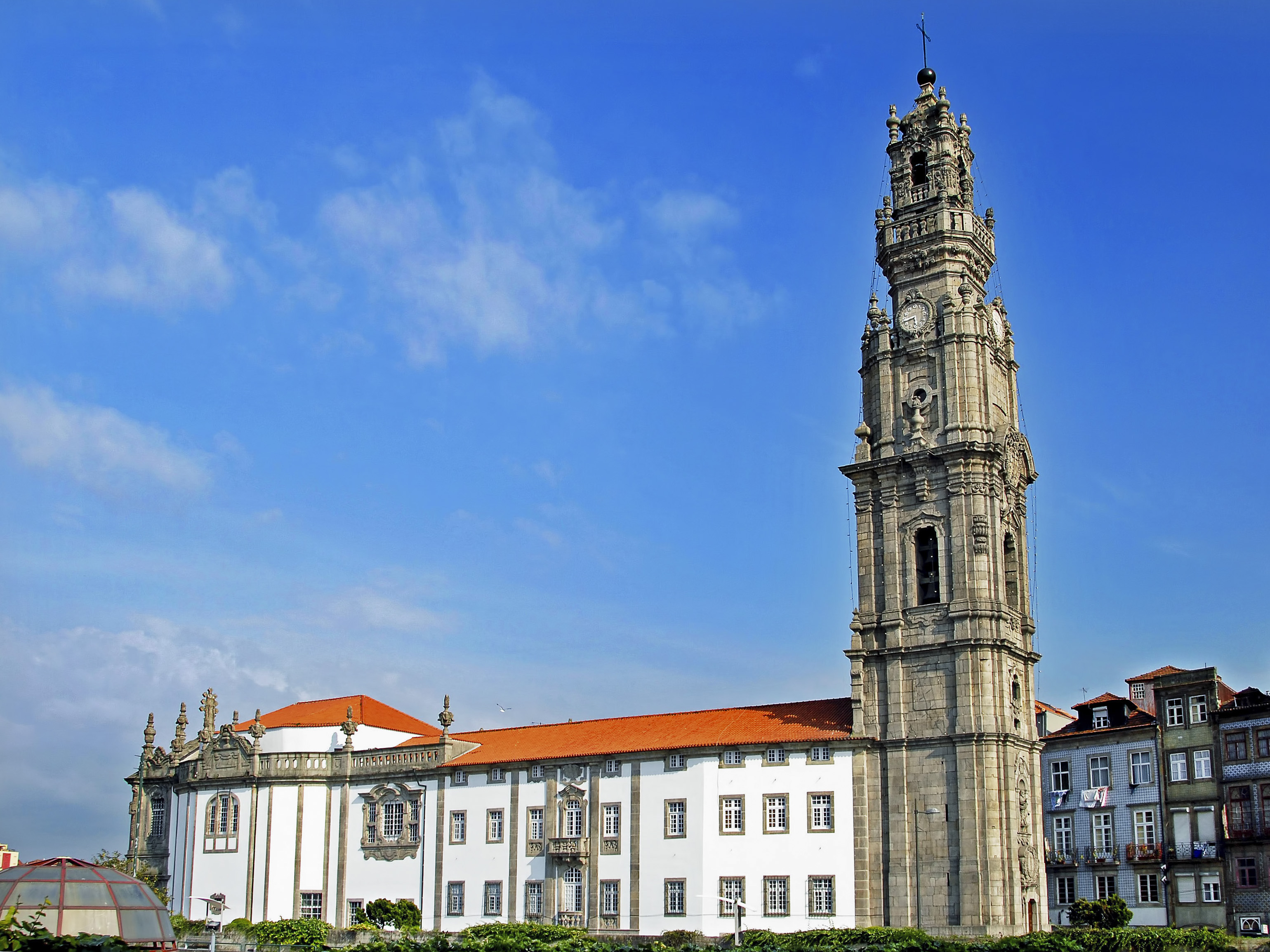
Vista lateral del complejo.

La historia de la Iglesia de los Clérigos se remonta a la Cofradía de los Clérigos, que se había constituido en Oporto. La cofradía resultó de la fusión de tres instituciones de beneficencia creadas a la ciudad durante el siglo XVII, con el fin de socorrer a los clérigos en dificultades. Eran la Cofradía de los Clérigos Pobres de Nuestra Señora de la Misericordia, fundada en 1630; la Cofradía de San Felipe Neri, fundada en 1665; y por último, la Cofradía de los Clérigos de San Pedro. La nueva institución acabaría para reunir, mediante limosnas y otras donaciones, capital propio, pero  carecía de una casa propia o una iglesia para sus funciones religiosas, puesto que, en la época, la institución funcionaba en la Iglesia de la Misericordia, en Oporto. Es, precisamente el 31 de mayo de 1731 que se realizó la asamblea general presidida por el decano Jerónimo Távora e Noronha, principal mecenas de Nasoni, con el fin de tomar una decisión sobre la propuesta de construcción de una nueva iglesia para la Cofradía de los Clérigos.
Para la construcción del nuevo templo, la cofradía aceptó la donación de un solar sin cultivar situado a la cumbre de una calzada que iba de la fuente del arca a la Adro dos Enforcados (un terreno fuera de la antigua muralla fernadina (siglo XIV), donde eran sepultados los condenados sentenciados a la horca y los que morían "fuera de la religión". Debido a la construcción de la Iglesia y Tueste de los Clérigos, aquel cementerio fue trasladado a otro lugar, cerca de los terrenos del Hospital de San Antonio). Fue nombrada una comisión de cuatro hermanos como administradores de esta obra. Las propuestas como patrona de la iglesia fueron tres: Nuestra Señora de los Socorros, Nuestra Señora de las Necesidades y Nuestra Señora de la Asunción. Finalmente se escogió esta última.
La primera piedra se puso el 23 de junio del 1732, en presencia de Nicolau Nasoni, tocando todas las campanas de los diferentes templos de la ciudad al mismo tiempo para conmemorar el acto. Las obras empezaron a buen ritmo, pero al cabo de un tiempo quedaron paradas. La razón fue, probablemente, el recelo del cura de la Iglesia de Santo Ildefonso, preocupado por el éxito que el nuevo templo podía tener. El caso se saldó con la expulsión del maestro de obras António Pereira, aliado del mencionado cura y su sustitución por Miguel Francisco da Silva. En 1745, en una inspección, no fueron aprobados los cimientos de la fachada y se decidió deshacerlo para volver a hacerlo con bases más seguras.
El 28 de julio de 1748, sin que el edificio estuviera totalmente acabado, la iglesia fue abierta al culto. Dos años más tarde, se concluyó la fachada principal. La escalinata que precede la iglesia fue iniciada el 1750 y sus obras durarían cerca de 4 años. En 1827 sufrió alteraciones. Acabado el templo, la cofradía empezó a pensar en la necesidad de edificar un hospital y enfermería para acoger y curar a los hermanos enfermos y pobres, pero las obras no empezarían hasta el 1753 con la donación de otro solar que estaba detrás de la iglesia.
Por las modificaciones radicales y la ampliación de qué fue objeto, en relación con el proyecto original, el altar mayor tuvo que ser totalmente reconstruido; del 1765 hasta el 1773 se procedió a la referida reconstrucción, seguida de otras pequeñas modificaciones. Las obras se dieron por completamente terminadas en 1779, con la consagración de la iglesia el día 12 de diciembre de aquel año por el obispo de Oporto Fray Yoão Rafael de Mendonça.
Nicolau Nasoni fue enterrado en esta iglesia. La obra es un ejemplo notable de la síntesis entre la arquitectura barroca y rococó norteño de Portugal.

## Iglesia

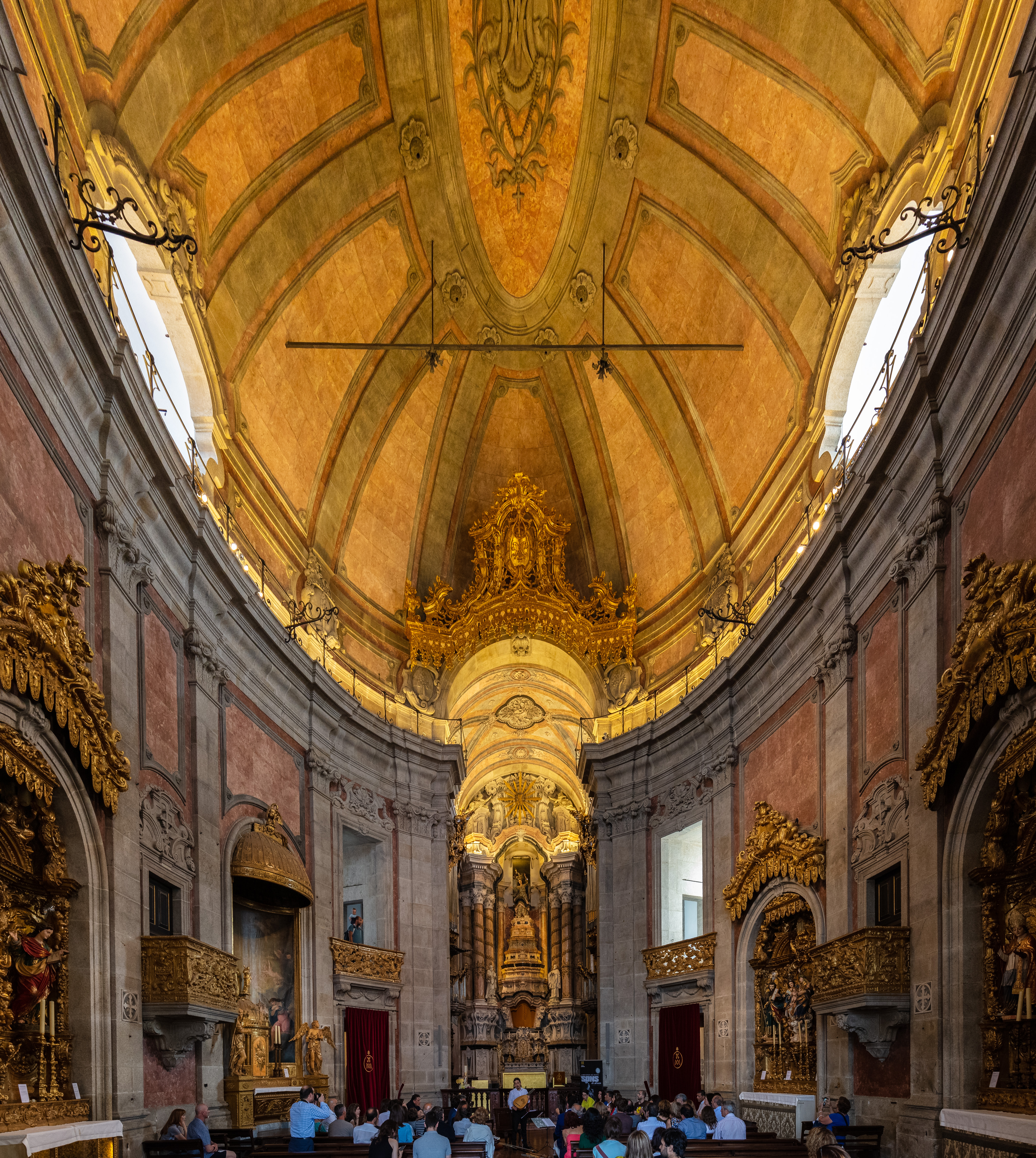
Interior de la iglesia de los Clérigos.

La fachada está dividida en dos niveles. En el primer nivel, encontramos dos ventanas laterales con ornamentos vegetales y un gran ventanal central. El segundo evidencia una equilibrada composición de elementos estructurales, vacíos, y dos hornacinas (para las estatuas de San Pedro y San Pablo) y donde destaca un repertorio lujoso y dramático: espumillones, lazos, llamas, tiara y cruz papal. Estos elementos se hacen más densos en sentido ascendente, y es el frontón en forma de zig-zag el área privilegiada. De las fachadas laterales, destaca la situada al norte, puesto que la situada al sur quedaba cubierta por la muralla.
El espacio interior está marcado por el diseño elíptico de la planta, que recuerda modelos de la arquitectura romana, como por ejemplo la iglesia de Santa María en Campitelli, de Carlo Reinaldi o la iglesia de Santiago de la Valetta, en Malta. Por otro lado, la galería que recorre la nave, de origen toscano, constituyó una novedad arquitectónica en el norte de Portugal, razón por la cual fue utilizada como modelo en muchas iglesias construidas con posterioridad.
La monumentalidad del espacio interior se acentúa en el retablo de mármol (coloreado) del altar mayor, ejecutado entre 1767 y 1780 por el arquitecto Manuel dos Santos Porto, que nos introduce ya en el universo rococó. Las representaciones de las virtudes de la Virgen se encuadran dentro de la iconografía de la iglesia, dedicada a Nuestra Señora de la Asunción. 

## Torre de los Clérigos

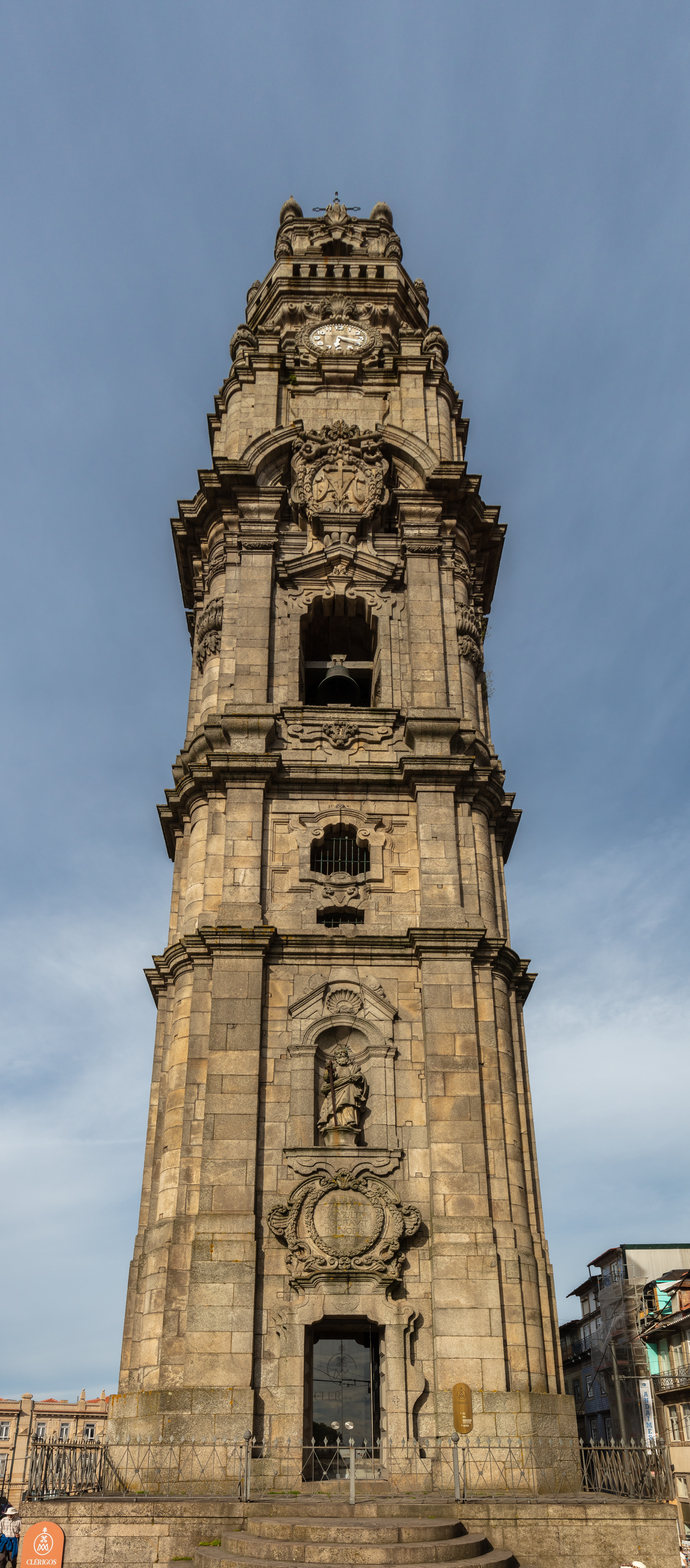
Torre de los Clérigos.

Considerada por muchos el ex-libris de la ciudad de Oporto, este campanario forma parte de la iglesia homónima, y fue construido entre 1754 y 1763. Nicolau Nasoni contribuyó durando muchos años a la construcción de la gran torre de los Clérigos sin recibir dinero a cambio, que obtuvo unos años más tarde.
La torre, a pesar de ser la parte más considerada por los habitantes de Oporto, fue la última a ser construida del Conjunto de los Clérigos. Fue iniciada en 1754, aprovechando el terreno que sobró de la construcción de la enfermería. El proyecto inicial de Nasoni preveía la construcción de dos torres. La torre está decorada según el gusto barroco, con esculturas de santos, llamas, cornisas muy acentuadas y balaustradas.
Tiene seis pisos y 75 metros de altura y dispone de una escala de tornillo con 240 peldaños. Era, en la época de su construcción, el edificio más alto de Portugal. Tiene base cuadrada con esquinas redondeadas. Los materiales utilizados para la construcción fueron, principalmente, granito y mármol. Encima de la puerta de acceso, hay una hornacina con la imagen del santo Felipe Neri.
El primer piso presenta una puerta coronada por la imagen de San Pablo, y tiene debajo, insertado en un medallón, un texto de San Pablo de la Epístola a los romanos. El grueso de las paredes del primer piso, hechos de granito, llega hasta los dos metros. Destacan las ventanas balaustradas del último piso, más largo y decorado, y las cuatro esferas del reloj.
Constituyó la síntesis del "estilo Nasoni", en el que los valores estructurales imperan por encima de los decorativos que, no obstante, se van intensificando a medida que nos aproximamos a la cumbre de la torre. Los parecidos con la torre de la Catedral de Santo Salvador de Zaragoza, construida el 1683 por Gian Bautista Contini, son evidentes a nivel de configuración del lenguaje barroco. Aunque Nasoni podría no haber conocido esta obra, la proximidad entre las dos sugiere las mismas fuentes, el clasicismo romano del siglo XVII.